# 棋鳍鱼龙属
棋鳍鱼龙属（学名：Pessopteryx）是鱼龙目已灭绝的一个属，生存于早三叠世（奥伦尼克期）的挪威斯瓦尔巴群岛。该属原有四个物种，分别为尼氏棋鳍鱼龙（P. nisseri）、北极棋鳍鱼龙（P. arctica）、粗壮棋鳍鱼龙（P. pinguis）及小棋鳍鱼龙（P. minor），均由卡尔·维曼于1910年命名。其中仅有尼氏种仍被视为有效，北极种与粗壮种被视为疑名，小棋鳍鱼龙则独立为冰峡湾鱼龙属。尼氏大眼鱼龙（Omphalosaurus nisseri）、赫氏梅里亚姆鱼龙（Merriamosaurus hulkei）及赫氏圆鳍鱼龙（Rotundopteryx hulkei）均为尼氏棋鳍鱼龙的次异名。